# Oxyopsis rubicunda
Oxyopsis rubicunda es una especie de mantis de la familia Mantidae.

## Distribución geográfica
Se encuentra en Brasil, Chile, Guyana, Colombia,  Surinam, Trinidad, Uruguay y Venezuela.